# LD Didactic
Koordinaten: 50° 53′ 19,9″ N, 6° 54′ 13,6″ O
Die LD Didactic GmbH mit Sitz in Hürth ist ein Hersteller von Lehrmitteln für Naturwissenschaften und Technik.

## Geschichte
Die LD Didactic GmbH ging aus der Abspaltung der Lehrmittelsparte der Firma Leybold GmbH hervor. Diese wurde 1850 gegründet und fertigte bereits im 19. Jahrhundert Lehrmittel, bevor ab 1906 die Fertigung von Vakuumpumpen aufgebaut wurde.
Ab 1987 war die Degussa AG alleiniger Eigner der Leybold AG. Im Jahr 1994 verkaufte diese die Vakuumpumpen-Produktion an die schweizerische Oerlikon-Bührle-Gruppe, wobei die Lehrmittelsparte zunächst bei der Degussa verblieb. Im Jahr 2000 wurde dann die Lehrmittelsparte als Leybold Didactic GmbH an private Investoren um Joachim Moser verkauft, der dabei auch zum Geschäftsführer wurde.  Der Firmenname wurde später in LD Didactic GmbH geändert.
Im Jahr 2007 kam es dann zur Insolvenz des 180 Mitarbeiter zählenden Unternehmens, die Anfang 2009 mit dem Erwerb durch die Aurelius endete. Im Geschäftsjahr 2008 wurde ein Umsatz von 40 Mio. Euro erzielt. In der Folge wurden zwei weitere Unternehmen aus dem Bereich der technischen Lehrmittel übernommen: Im Jahr 2011 Dr. Luhs und 2012 die britische Feedback Group (Umsatz rund 7 Mio. Euro).
Im Jahr 2013 hat LD-Didactic als Aurelius-Tochter das Technik-Produktportfolio der Firma ELWE sowie die Rechte an der Marke ELWE Technik im Bereich der elektrotechnischen Aus- und Weiterbildung erworben. Die Produktion von ELWE-Lehrsystemen erfolgt seitdem in Hürth.
Im Jahr 2023 hat Aurelius seine Anteile an der LD-Didactic an die S-UBG AG, eine regional führende Beteiligungsgesellschaft für den Mittelstand, und den Geschäftsführer Martin Petzl im Rahmen eines Management-Buy-Outs (MBO) veräußert. 
LD  Didactic  hat  ihren  Hauptsitz  in  Hürth bei Köln,  verfügt  über  zwei  Produktionsstandorte  in  Deutschland (Hürth und Urbach) und  seit 2016 eine  Fertigung  mit  zunehmender  Bedeutung  in  Ungarn (Firma LD Operations Kft. in der Ortschaft Cegléd).  Daneben  betreibt  LD  Didactic  zwei  lokale  Verkaufsbüros für Lateinamerika und Großbritannien.
LD Didactic vertreibt ihre Produkte in mehr als 80 Ländern.

## Produkte
Die LD produziert und vertreibt Lehrmittel für den naturwissenschaftlichen und technischen Unterricht. Traditionell lag und liegt dabei der Schwerpunkt auf Physik-Experimenten für Schulunterricht.
Für die computerunterstützte Erfassung und Auswertung von Messdaten wird das System CASSY angeboten, das aus verschiedenen Interfaces und aufsteckbaren Sensoren besteht. Das CASSY-System wurde bereits 1990 eingeführt und alle neuen Geräte sind seither abwärtskompatibel. CASSY ist ein Akronym und steht für Computer Assisted Science SYstem. Das CASSY-System steht in Konkurrenz zu Cobra von Phywe oder einer Messwerterfassung mit Sensoren von Vernier oder Pasco.
Simulog (von Simulator und Logik) ist der Name für ein Lehrsystem für Unterrichtszwecke der Firma LD Didactic GmbH, mit dem elementare Logikschaltungen durch ein einfaches Stecksystem aufgebaut werden können.